# Стражгоньца
Стражгоньца (словен. Stražgonjca) — поселення в общині Кидричево, Подравський регіон‎, Словенія.